# Diamenty są wieczne (powieść)
Diamenty są wieczne (ang. Diamonds Are Forever) – powieść Iana Fleminga o przygodach agenta 007 - Jamesa Bonda. Została napisana w 1956 roku i jest czwartą z kolei powieścią w cyklu o Bondzie. Jest też trzecią powieścią, w której pojawia się przyjaciel Bonda, Feliks Leiter. Została zekranizowana w 1971 roku, z Seanem Connerym w roli głównej.

## Fabuła
W Europie grasuje szajka przemytników diamentów. Zbijają na handlu diamentami wydobywanymi nielegalnie z Afryki wielki majątek. Jeden z handlarzy wpada w ręce Secret Service. James Bond dostaje zadanie od M - ma wyruszyć zamiast owego handlarza i spotkać się z jego przełożonymi. Leci samolotem wykonać swoje zadanie. Przewozi ładunek zabranych handlarzowi diamentów w piłce golfowej. Przechodzi z łatwością przez kontrole celną i spotyka się z członkinią gangu przemytników - Tiffany Case, która bardzo mu się podoba. Tiffany sprawdza go, czy wszystko z nim w porządku, kiedy to stwierdza, wysyła go do sanatorium, gdzie oddaje się rozrywkom i ma czekać na ludzi, którzy odbiorą od niego towar i przyniosą zapłatę.
Bond udaje się we wskazane miejsce i oczekując na handlarzy diamentami spędza czas na błogim lenistwie. Przypadkiem spotyka na ulicy człowieka z hakiem zamiast prawej dłoni - okazuje się, że to jego przyjaciel, Feliks Leiter, były agent CIA, obecnie prywatny detektyw (utratę dłoni zawdzięcza upadkowi do basenu z rekinami w powieści: Żyj i pozwól umrzeć). Leiter obecnie obserwuje przekręty na wyścigach, za którymi stoją gangsterzy, przeciwko którym walczy także Bond. 007 postanawia pomóc przyjacielowi.
Bond obserwuje wszystko, co się wokół niego dzieje. Wreszcie odwiedzają go handlarze, kupują od niego diamenty i każą czekać na towar, jaki ma zawieźć dalej, obiecują za to duże zyski. Bond dostaje także pieniądze, które ma wydać na coś głupiego - pieniądze te należą do konkurencyjnych handlarzy. 007 relaksuje się w sanatorium, korzystając z jego wszelkich przyjemności, oczekując zadania od handlarzy, po którym będzie mógł ich wciągnąć w zasadzkę. Przy okazji spotyka się z Leiterem, który opowiada mu o swojej misji. Okazuje się, że na wyścigach ma grać koń, który został z góry przewidziany na zwycięzcę, ale konia zabito i podstawiono lepszego, ale bardzo do niego podobnego. To czyste oszustwo, Bond i Leiter postanawiają dać nauczkę oszustom. Idą na tor wyścigowy, zastraszają dżokeja i nie dopuszczają do wygranej konia. Gangsterzy tracą grube pieniądze, jakie postawili na konia.
Kilka dni później Bond przebywa w łaźni i jest świadkiem, jak dżokej, który przegrał wyścig, zostaje zlikwidowany przez gangsterów. Bond sam ledwo uchodzi z życiem z owych porachunków. Potem jedzie taksówką do Leitera, by opowiedzieć mu, czego był świadkiem, ale zostaje zatrzymany przez przemytników diamentów, których miał obserwować. Dopadają go po długim pościgu samochodowym i przesłuchują. Okazało się, że za pomocą swoich własnych źródeł doszli do tego, kim naprawdę jest James Bond. Handlarze diamentów chcą go zabić, ale Tiffany Case zakochuje się w Bondzie i pomaga mu wydostać się z niewoli, a także ucieka razem z nim. Ucieczkę na luksusowym statku umożliwia Feliks Leiter.
Bond i Tiffany płyną do Anglii statkiem i obserwują pasażerów. 007 widzi dwóch ludzi, którzy wydają mu się szczególnie podejrzani. Agent i dziewczyna spędzają ze sobą upojne noce. Jednakże wkrótce Tiffany zostaje uprowadzona. Bond domyśla się, że stoją za tym ci dwaj ludzie, na których zwrócił uwagę. Odnajduje ich, kiedy chcą zabić Tiffany, ale przedtem ją zgwałcić. Bond interweniuje i po długiej walce zabija obu - domyśla się, że morderców wysłali przemytnicy diamentów. Ustawia ich w kajucie tak, żeby wyglądało to na bójkę podczas pokera. Potem doprowadza Tiffany do stanu używalności.
Wreszcie po powrocie do Anglii Bond składa M raport i wraz z ludźmi z Secret Service atakuje przemytników podczas jednej z ich akcji kupna nielegalnych diamentów. Cała szajka zostaje schwytana, zaś Bond wykonawszy kolejne zadanie leci do Tiffany.

## Wydania polskie
- 1988, wyd. RSW „Prasa-Książka-Ruch”, przekł. Ziemowit Andrzejewski - miesięcznik Literatura '88
- 1990, wyd. Młodzieżowa Agencja Wydawnicza, przekł. Krzysztof Adamski
- 2008, wyd. PW Rzeczpospolita, przekł. Robert Stiller